# Galway
Galway (iriska: Gaillimh) är en stad i provinsen Connacht på Irlands västkust och huvudstad i grevskapet Galway. Staden är med sina 79 934 invånare (2017) Republiken Irlands fjärde folkrikaste stad. Genom staden rinner den 6 km långa floden Corrib, som rinner ut från sjön Lough Corrib i Connemara till Galwayviken.
Staden är Irlands snabbast växande stad. År 2014 utnämndes Galway till årets Europeiska mikrostad av den brittiska affärstidningen Financial Times.
Från Galway går motorvägen M6 till Dublin via Athlone. Staden har även en flygplats, Galway Airport.

## Etymologi
Staden har tagit sitt namn från floden Corrib, som på iriska heter Abhainn na Gaillimhe. Ordet Gaillimh tros betyda "stenig" som i "stenig flod". Enligt en annan tradition är stadens namn taget från det iriska ordet Gallaibh, som betyder "utlänningar", och därmed att stadens namn betyder "utlänningarnas stad", men floden kallades Gaillimh innan det fanns en stad på platsen.

## Historia

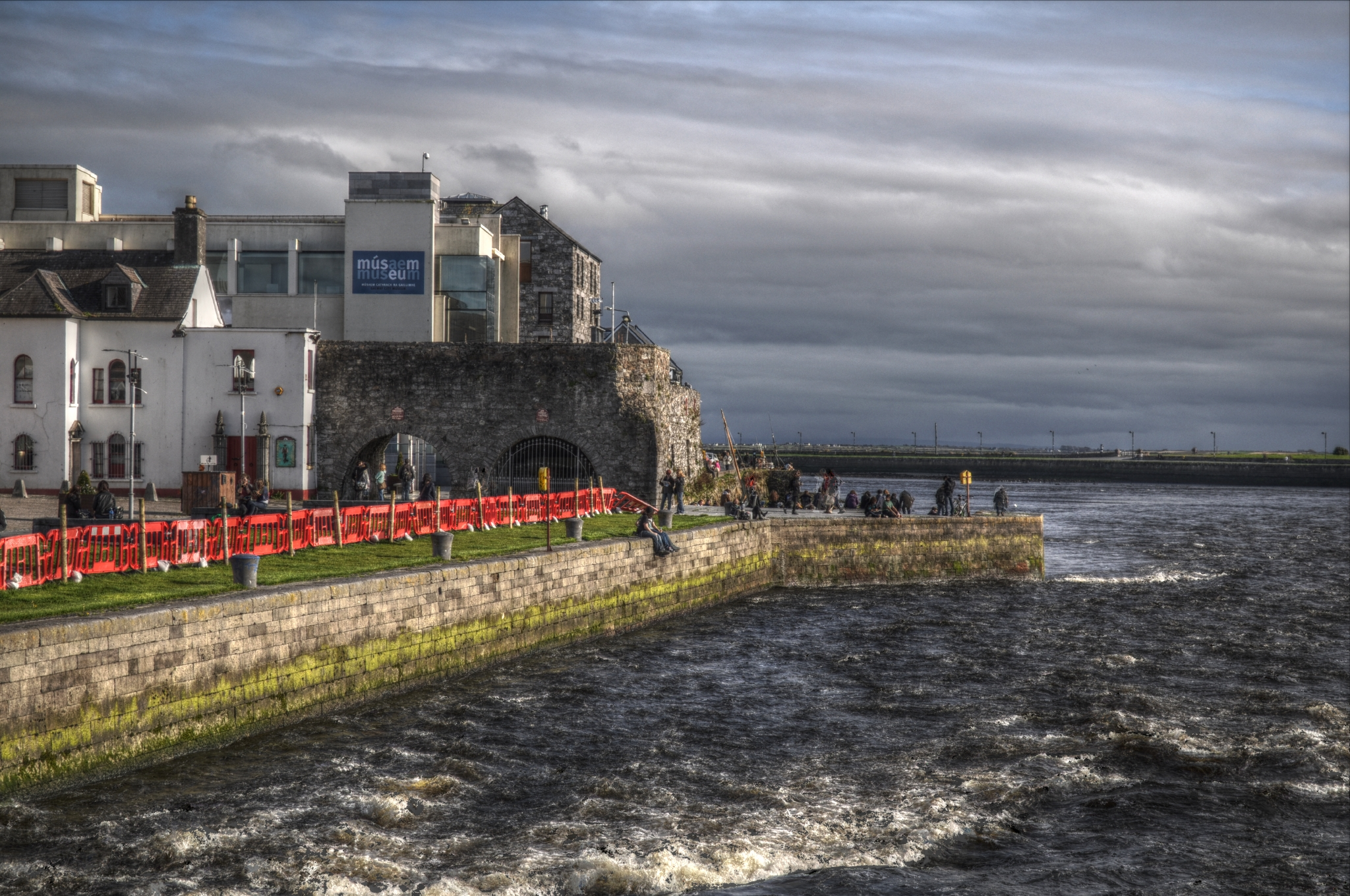
Spanish Arch i Claddagh är en lämning av stadens medeltida mur.

De första bosättningarna i Galway kan dateras till år 1124, då fortet Dún Bhun na Gaillimhe byggdes av Tairrdelbach Ua Conchobair (1088–1156), kungen av Connacht. Med tiden växte platsen till en fiskeby och i början av 1230-talet intogs fortet av anglo-normander ledda av Richard Mor de Burgh. Efter invasionen upprättades en ringmur runt staden. Lämningar av denna mur finns än idag kvar i området Claddagh. Med åren assimilerades anglo-normanderna in i den gaeliska kulturen, och dessa kom att bli stadens mäktiga köpmän; ättlingarna och familjerna till anglo-normanderna som invaderade staden kom att lokalt bli kända som "The Tribes of Galway", Galways 14 regerande klaner. Klanerna höll Galway självständigt, men höll en nära relation med det brittiska kungahuset.
Galways läge vid kusten och dess naturliga hamnområde var en framgångsrik faktor för handel. Staden utförde byteshandel med Portugal och Spanien och stadens ekonomi blomstrade i hundratals år. Emellertid möttes staden av en tillbakagång år 1651 i och med Oliver Cromwells erövring av Irland och ankomst till staden. Det skulle ta många år innan staden återigen skulle återhämta sig. 

## Kultur

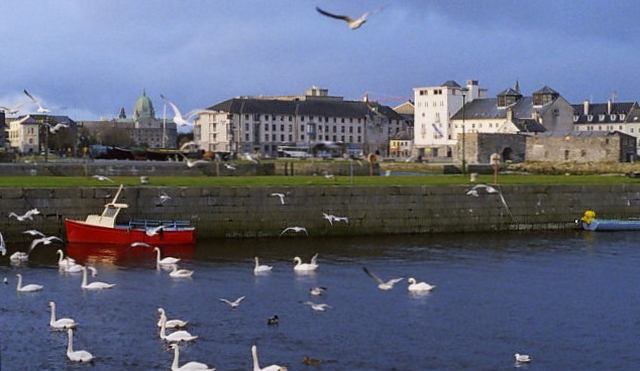
Området Claddagh vid Galwayviken.

Galway är i Irland känd som landets kulturella hjärta (Croí Cultúrtha na hÉireann), berömd för sina många tillställningar och festivaler, som exempelvis den populära festivalen Galway Arts Festival. Staden är också känd för att vara ett centrum för traditionell musik och teater. Musikscenen i staden är livfull och varierad. Den traditionella musiken är populär och hålls vid liv i pubar och av stadens gatumusikanter, men även moderna akter spelar ofta i staden. 
Från Galway kommer teatergruppen Druid Theatre Company, som varit betydelsefull i utvecklingen av den irländska teaterscenen. Förutom att sätta upp föreställningar i Galway turnerar de ofta runt om i Irland och har även satt upp produktioner i Storbritannien, USA, Kanada, Australien, Nya Zeeland och Japan. De har vunnit över 50 utmärkelser, i Irland och internationellt, bland annat fyra stycken Tony Award-priser.
På senare år har Galway i Irland även blivit uppmärksammad för sin växande matkultur med den årliga Galway Food Festival och Galway International Oyster and Seafood Festival. År 2013 fick restaurangen Aniar i Galway sin första Michelin-stjärna, och år 2014 lyckades restaurangen behålla sin stjärna. Galway har 20 stycken restauranger som är omnämnda i Guide Michelin (17 i staden och tre andra i grevskapet Galway).

## Sport
- Galway United FC
- Hemmaarena: Eamonn Deacy Park (kapacitet: 5 000)